# Margery Corbett Ashby
Margery Irene Corbett Ashby, född 19 april 1882 i Danehill, East Sussex, död 15 maj 1981 i Horsted Keynes, West Sussex, var en brittisk suffragett, feminist, liberal politiker och internationalist.
Margery Corbett Ashby var dotter till Charles Corbett, advokat och liberal parlamentsledamot för East Grindsted (1906–1910), och Marie Gray som bl.a. var aktiv i kampanjen för kvinnlig rösträtt i Storbritannien och rådsmedlem i Uckfield. Som ung fick Margery hemundervisning av sina föräldrar och guvernanter. Hon tog examen i klassiska studier från Newnham College, Cambridge 1904. Hon utbildade sig sedan till lärarinna, men kom aldrig att utöva yrket. 1907 blev hon sekreterare på National Union of Women's Suffrage Societies, ett jobb hon innehade till 1908. Hon gifte sig 1910 med advokaten (Arthur) Brian Ashby.
Tillsammans med sin mor deltog Corbett Ashby i den kongress i Berlin 1904 som ledde till grundandet av International Alliance of Women (IAW). Hon engagerade sig djupt i organisationen som sekreterare, styrelseledamot och som dess president 1923–1946. Hon deltog dessutom i organisationens kongresser till 1976. Hon var även en övertygad förespråkare för Nationernas Förbund och deltog regelbundet i dess generalförsamlingar.
Partipolitiskt var Corbett Ashby engagerad i Liberal Party och var bl.a. president för dess kvinnoförbund, Women's Liberal Federation. Hon ställde även upp för partiet i åtta parlamentsval; 1918, 1922, 1923, 1924, 1929, 1935, 1937 och 1944. Hon lyckades dock inte bli invald någon av gångerna.
Corbett Ashby innehade många förtroendeposter i organisationer som Association for Moral and Social Hygiene, the County Federation of Women's Institutes, the British Commonwealth League och the Women's Freedom League. Hon var även redaktör för International Women's News 1952–1961.